# 済陽高穂
済陽 高穂（わたよう たかほ、1945年 - ）は日本の医師、医学者。西台クリニック院長。
千葉大学医学部卒業後、東京女子医科大学消化器病センターに入局。1973年に米国テキサス大学外科教室に留学し、消化管ホルモンを研究する。帰国後、東京女子医科大学助教授、都立荏原病院外科部長、都立大塚病院副院長を経て、2008年11月より西台クリニックの院長として現在に至る。
また、手術等だけでは対処しきれないガン治療の現状を打破するべく、ゲルソン療法、星野式ゲルソン療法、甲田療法から健康で長寿な人の食生活まで、世界の食事療法を独学で研究し、「済陽式食事療法」を発明。

## 学歴
- 1970年千葉大学医学部卒業
- 日本外科学会指導医
- 日本消化器外科学会認定医
- 日本超音波学会専門医
- 日本消化器病学会会員
- 日本胆膵外科学会会員
- 日本消化吸収学会評議員
- 日本旅行学会評議員
- マイクロウェーブ研究会評議員
- 日本大腸検査学会評議員
- ECFMG

## 職歴
- 1970年東京女子医科大学消化器センター外科入局
- 1973年米国テキサス大学外科教室に留学
- 1987年東京女子医科大学　講師
- 1991年東京女子医科大学　助教授
- 1991年都立豊島病院　外科医長
- 1994年都立荏原病院　外科部長
- 2002年都立豊島病院　副院長
- 2003年都立大塚病院　副院長
- 2006年千葉大学医学部臨床教授
- 2007年都立北療育医療センター　副院長
- 2008年トワーム小江戸病院　院長
- 2008年西台クリニック　院長

## 著書
- 『日本人だけなぜがんで命を落とすひとが増え続けるのか』 主婦と生活社(2007/10)
- 『今あるガンが消えていく食事』 マキノ出版(2008/10/15)
- 『超実践編　今あるガンが消えていく食事』 マキノ出版(2009/11)
- 『今あるガンが消えていく食事　実践レシピ集』 マキノ出版(2009/12)
- 『ガンを消す　食材別レシピ「完全版」』 主婦と生活社(2009/12)
- 『ガンの再発を防ぐ「完全食」』 文藝春秋(2009/10)
- 『今あるガンに勝つジュース』 新星出版社(2010/2)
- 『私のがんを治した　毎日の献立』 講談社(2010/2)
- 『済陽式食事ノート』 永岡書店(2010/3)
- 『済陽高穂式　どんな病気も食事でよくなる!』 宝島社(2010/5)
- 『今ある病気が自力で治りだす食事』 マキノ出版(2010/6)
- 『今あるガン　3ヶ月でここまで治せる!』 三笠書房(2010/8)
- 『ガンを消す8ヵ条　実践レシピ』 主婦と生活社(2010/7)
- 『副作用が楽になる、抗がん剤がよく効く食事』 アスコム(2010/7)
- 『がんにならない　毎日の食習慣』 祥伝社黄金文庫(2010/7)
- 『私の晩期がんを治した毎日の献立』 講談社(2010/10)
- 『「ガンが食事で治る」という事実』 マキノ出版(2010/12)
- 『ガンを防ぐ、病気に打ち克つ!カラダにいい食材図鑑』 宝島社(2011/1)
- 『「朝ジュース」で免疫力を高める』 だいわ文庫(2011/1)
- 『ガンが消える食べ方　ガンを防ぐ生き方』 青山社文庫(2011/2)
- 『晩期がん　再発がんも「食の力」で消せる』 青志社(2011/3)
- 『がんにならない毎日の食レシピ』 祥伝社黄金文庫(2011/4)
- 『ガンが消える食べ物辞典』 PHP研究所(2011/5)
- 『ガンが消え、万病を治す　奇跡の食事』 KKベストセラーズ(2011/6)
- 『がんが消える!食事の8原則』 かんき出版(2011/6)
- 『ガンが消える　済陽式　最新バランス献立』 世界文化社(2011/10)
- 『私の末期がんを治した毎日の献立』 講談社(2011/11)
- 『済陽高穂式　どんな病気も食事で良くなる!』 宝島社(2012/1)
- 『晩期ガンから生還した15人の食事 (膵臓・食道・胃・大腸・肺・前立腺・卵巣・乳ガン……奇跡の症例)』 マキノ出版(2012/1)
- 『今あるガンが消えるスープ』 株式会社PHP研究所(2012/3)
- 『済陽高穂式　ガンを防ぐ病気に打ち克つ!からだにいい食材図鑑』 宝島社(2012/4)
- 『今日から始める76の「がん」シンプル作戦-原因を知ったらがんは怖くない』青志社 (2012/5)
- 『がんから生還した私の常食とジュース』　講談社 (2012/5)
- 『がんにならずに百歳まで生きる』　祥伝社(2012/6)
- 『ガン細胞が消えていく 済陽高穂式ジュース』　ルックナゥ(2012/6)
- 『今あるがんが消えるレモン・にんじん・りんごジュース』　ナツメ社(2012/9)
- 『今日から始めるガンにならない体: 9割のガンは食事で防げる!』　三笠書房(2012/9)
- 『1日2杯のジュースでがんは防げる』 PHP研究所(2012/10)
- 『ガンになる食べ方　消えていく食べ方』 青春出版社(2012/10)
- 『100日でがんに勝つジュース＆スープ』 新星出版社(2012/11)
- 『ガン消滅　二人にひとりがガンになる時代の自己防衛法』 小学館(2013/2)
- 『今あるガンが消えていく食事　余命宣告からの生還』 マキノ出版(2013/5)
- 『治った人が食べていた!　済陽式抗がん食材帖』 講談社(2013/9)
- 『40歳からは食べ方を変えなさい!』 三笠書房(2013/11)
- 『60歳からの太らない食べ方』 日東書院(2014/2)
- 『ガンを治す食事　完全レシピ166』 主婦と生活社(2014/2)